# William D. Phillips
Pour les articles homonymes, voir William Phillips et Phillips.
William Daniel Phillips (5 novembre 1948) est un physicien américain. Lui, Steven Chu et Claude Cohen-Tannoudji sont colauréats du prix Nobel de physique de 1997 pour leurs recherches sur le refroidissement et la capture d'atomes par laser.

## Biographie
Ses parents, d'origine italienne et galloises, déménagent à Camp Hill en Pennsylvanie en 1959. Phillips effectue ses études secondaires à Camp Hill puis au Juniata College in 1970. Il reçoit son Ph.D. au Massachusetts Institute of Technology avec une thèse portant sur le moment magnétique du proton de l'H2O.
Il travaille ensuite sur les condensats de Bose-Einstein. Il est colauréat avec Steven Chu et Claude Cohen-Tannoudji du prix Nobel de physique de 1997 « pour le développement de méthodes servant à refroidir et à confiner des atomes à l'aide de la lumière laser ».